# Ōyamatsumi
Ōyamatsumi (jap. オオヤマツミ (Kojiki: 大山津見神; Nihonshoki: 大山祇〔神〕); von Karl Florenz übersetzt mit „Großer Berg-Herr“) ist der oberste Berg-Kami des Shintō, der entstand, als Izanagi und Izanami nach den Flüssen und Seen die Landmassen gebaren. Einer alternativen Version des Nihonshoki zufolge entstand er aus einem der Teile, in die Izanagi den Feuer-Kami Kagutsuchi zerschlug. 
Yamatsumi ist auch ein allgemeiner Namensbestandteil von Berggeistern, so dass im Volks-Shintō wie auch im übrigen Volksglauben in Japan oft Berggottheiten (yama no kami) unter dem Namen Ōyamatsumi verehrt werden, die nicht identisch mit Ōyamatsumi aus den klassischen Mythen sind.

## Nachfahren
Zu den Kindern des Ōyamatsumi gehören:
- Kamu-ō-ichi-hime (oder Enkelin, nach einer alternativen Nihonshoki-Version), eine der Frauen von Susanoo, die ihrerseits dem Kojiki zufolge Mutter von Ō-toshi-no-kami und Uga-no-mitama ist.
- Ashi-nazu-chi, zeugte mit Te-nazu-chi Kushinadahime, eine der Frauen von Susanoo.
- Kono-hana-chiru-hime, die mit Ya-shima-ji-nu-mi (einem Kind von Susanoo) Fuha-no-moji-ku-nu-su-nu zeugte.

Zusammen mit der Kami der Moore, Kaya-nu-hime (bzw. Nu-zu-chi-no-kami) zeugte er das Geschwisterpaar Ō-tomato-hike und Ō-tomato-hime, Prinz und Prinzessin der sanften Falten in den Bergen.
Die berühmtesten Kinder Ōyamatsumis sind wohl die folgenden Schwestern:
- Kono-hana-saku-ya-hime[1], die den Prinzen Ninigi heiratete und dem Geschlecht der Tennō die Eigenschaft blühenden Wachstums geben sollte. Sie ist auf dem Fujisan zu Hause.
- Iha-naga-hime, die ältere Schwester von Kono-hana-saku-ya-hime, die dem Geschlecht der Tennō die Eigenschaft ewigen Lebens geben sollte. Sie wurde aber wegen ihrer Hässlichkeit von Ninigi abgelehnt und zu ihrem Vater zurückgeschickt, weswegen dieser die Angehörigen des Geschlechts der Tennō (und damit auch der Menschen) zu kurzem Leben verfluchte.

## Schreine
Als Kami der klassischen Mythen wird Ōyamatsumi u. a. alleine im Yamaguchi-Schrein (Ōsaka), im Afuri-Schrein (Präfektur Kanagawa), auf Ōmishima im Ōyamatsumi-Schrein in Imabari (Präfektur Ehime); zusammen mit anderen Kami, wie z. B. im Mikumi-Schrein (Präfektur Fukui), im Hiyoshi-Schrein in Himi (Präfektur Toyama), im Ebisu-Schrein in Wakamatsu-ku (Kitakyūshū, Präfektur Fukuoka), im Iga-hie-Schrein in Higashiyama-ku (Kyōto), mit Ōjin-tennō, Jingū-kōgō, Hime-gami und Kura-ina-tama im Sakatura-Schrein in Noto (Präfektur Ishikawa) und zusammen mit Kuni-toko-tachi-no-mikoto und Saeki-no-kuramoto in einem Schrein auf der Insel Miyajima verehrt. Zudem ist er Gast-Kami (aidono-no-kami) u. a. im Agato-Schrein (Tōkyō) und im Todoroki-Schrein im Landkreis Kaifu (Präfektur Tokushima). Nebenschreine (massha) hat Ōyamatsumi u. a. im Ō-yama-tsu-mi-jinja auf dem Dewa-sanzan, im Ō-yama-tsu-mi-no-yashiro des Kotohira-gū und dem des Mitsumine-Schrein (Präfektur Saitama), im Uba-jinja des Taga-Taisha in Hikone (Präfektur Shiga), im Kame-yama-jinja des Usa Hachiman-gū in Usa (Präfektur Ōita) und im Ebisu-jinja des Himuka-Schrein in Higashiyama-ku (Kyōto).